# Starkowo, Hạt Słupsk
Starkowo [starˈkɔvɔ] (tiếng Đức: Starkow) là một ngôi làng thuộc khu hành chính của Gmina Ustka, thuộc hạt Słupsk, Pomeranian Voivodeship, ở miền bắc Ba Lan. Nó nằm khoảng 9 kilômét (6 mi) phía nam Ustka, 16 km (10 mi) phía tây Słupsk và 120 km (75 mi) phía tây thủ đô khu vực Gdańsk.
Trước năm 1945, khu vực này là một phần của Đức. Đối với lịch sử của khu vực, xem Lịch sử của Pomerania.
Ngôi làng có dân số 203.